# Anderna
Anderna (spanska: Cordillera de los Andes) är en bergskedja i västra Sydamerika. Den börjar vid Karibiska havet i norra Sydamerika och löper sedan söderut längs Sydamerikas stillahavskust, genom Venezuela, Colombia, Ecuador, Peru, Bolivia, Chile och Argentina för att sluta vid Kap Horn längst ner i söder. Det ger en sträckning på cirka 7 500 kilometer, vilket gör den till jordens längsta bergskedja ovan havsytan (under havsytan är mittatlantiska ryggen längre). Den största bredden är ungefär 920 kilometer. Den bildades för cirka 145-65 miljoner år sedan, under kritaperioden.

## Topografi
På sin väg genom Peru delas Anderna upp i ett antal mindre bergskedjor, av vilka kan nämnas "Cordillera Negra" och "Cordillera Blanca", den svarta respektive den vita (snöbetäckta) bergskedjan. Mellan dessa två ligger Callejón de Huaylas, ett omtyckt mål för turister. I Cordillera Blanca ligger Perus högsta bergstopp Huascarán. Högsta bergstoppen i Sydamerika (och utanför Asien) är Aconcagua, 6 962 meter över havet. Det finns många sjöar i Anderna, varav den största och mest kända är Titicacasjön. Det finns också vulkaner i Anderna, särskilt i Ecuador, där till exempel Cotopaxi ligger. Amazonfloden har sina källor i Anderna, liksom många andra av Sydamerikas stora floder, bland annat Urubamba, Apurímac och Madre de Dios.

## Klimat
Klimatet i Anderna varierar mycket, beroende på höjd, breddgrad och närheten till havet. Norra delen av Anderna ligger på samma breddgrader som Västafrika, medan de sydliga delarna nästan når ända ner till Antarktis. I norr är klimatet därför övervägande varmt och fuktigt, medan det i söder är kallt och blåsigt. Den västra delen av Anderna i Chile, mot Stilla havets kust är väldigt torr. Också i sydöst, i de södra delarna av Argentina är det ganska torrt. På högre höjder är det också kallare än på lägre platser. I södra Anderna finns det glaciärer.

## Geologi

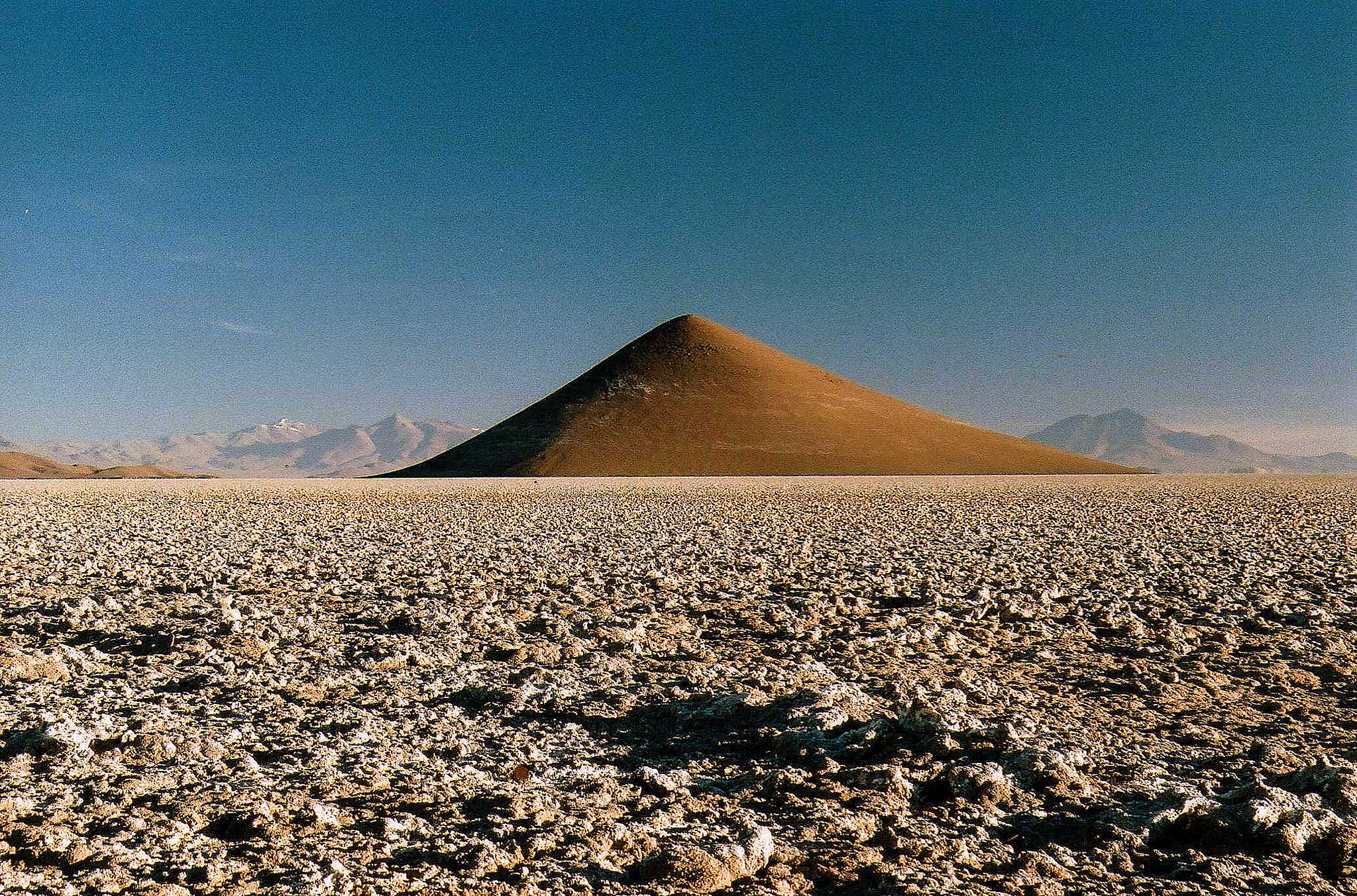
Cono de Arita i Salar de Arizaro, Salta (Argentina)

Geologiskt sett är Anderna en ganska ung och seismologiskt orolig bergskedja, som har bildats genom oceaniska litosfärplattors subduktion under den sydamerikanska kontinentalplattan. I dagsläget är det Nazcaplattan som subdukteras under Sydamerika.
Bergarterna varierar något från område till område, men magmatiska bergarter är vanliga. I Anderna finns fyndigheter av koppar och tenn. Man bryter också järnmalm, silver, guld, olika legeringsmetaller och salpeter.

### Gruvdrift
Det finns en lång historia av gruvdrift i Anderna, från de spanska silvergruvorna i Potosí på 1500-talet till de omfattande nuvarande porfyrkopparfyndigheterna i Chuquicamata och Escondida i Chile och Toquepala i Peru. Andra metaller som kan hittas är järn, guld och tenn utöver icke-metalliska resurser som även de är viktiga.

## Historia
Ursprungsbefolkningen i Anderna var Sydamerikas indianer, som aymara och quechuafolket. I Anderna låg också det legendomsusade Inkariket, som hade en högt utvecklad kultur både inom jordbruk och byggandet av akvedukter och broar. De första européer som såg Anderna var de spanska och portugisiska conquistadorerna.

## Flora och fauna

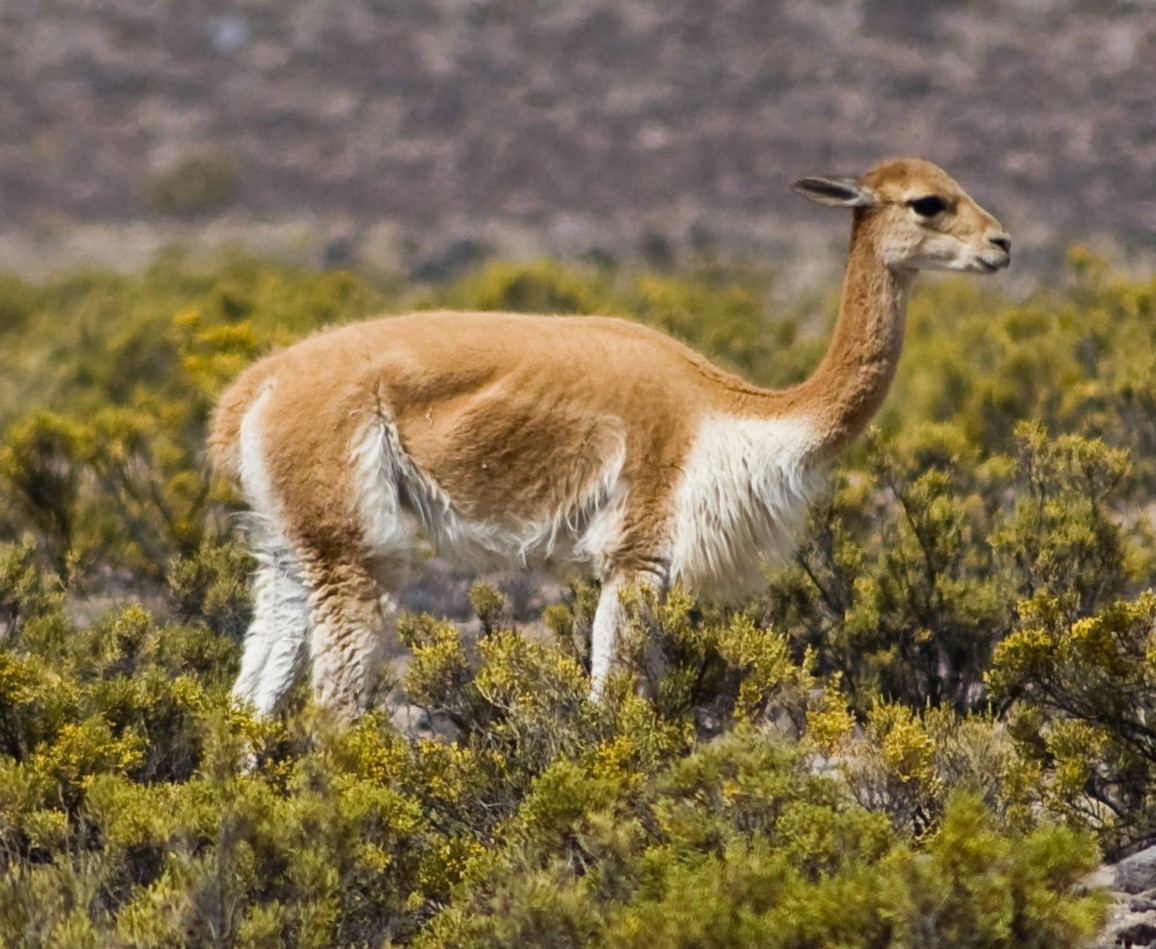
Vikunja (Vicugna)

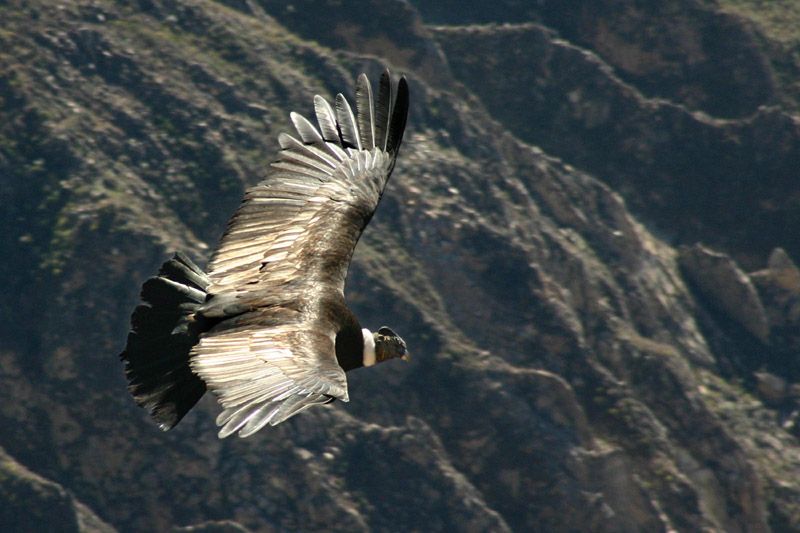
Peruansk kondor (Vultur gryphus)

De lågt liggande sluttningarna på stillahavssidan i Colombia och Ecuador täcks av tropiska regnskogar. En mängd olika arter av växter och djur lever här, bland annat sengångare, jaguarer, vrålapor, fladdermöss och klippfågel.
På de högre höjderna återfinns skog anpassad för tempererat klimat. I de bolivianska delarna växer Kinaträd (Cinchona) vars bark används för att framställa bland annat kinin som används som läkemedel mot malaria. 
I mycket höglänta områden i Ecuador, Peru och Bolivia återfinns skog av släktet Polylepis. Träden, som lokalbefolkningen kallar Queñua, Yagual, Quinua med flera, återfinns på 4 500 meter över havet. Virket har använts som byggnadsmaterial och för eldning vilket medfört att skogsbestånden successivt minskat sedan Inkarikets period. Numera återstår endast 10 procent av skogarna och träden anses vara starkt utrotningshotade.1)
I Chile finns alerceträdet som kan bli mer än 2000 år gammalt. Puyaväxten och kandelaberkaktus finns i Peru, liksom blomman calandrina.
Laman återfinns i högt belägna områden i företrädesvis Peru och Bolivia. Alpackan har domesticerats för sin ull. Vikunja och guanaco finns också här. Vikunjan jagades en gång nästan till utrotning för sin fina ulls skull, men blev sedan skyddad. Den nattlevande chinchillan är en hotad gnagare som återfinns i Anderna. Också den har jagats för pälsen skull. Viscaschan är en annan gnagare som lever här. Andra däggdjur på inkluderar huemuler, en slags hjortar, manvarg och puma. 
Den sydamerikanska kondoren är den största fågeln i sitt slag i den västra hemisfären. Den livnär sig främst på döda djur. Här finns också fåglar som tofscaracara och tofstinamon.
I södra Anderna finns en speciell typ av högslätt som kallas för puna. Kännetecknande för den är att det är väldigt blåsigt och att nätterna är mycket kyliga. Vegetationen är också mycket sparsam.
Atacamaöknen är ett annat speciellt område i Anderna. Här regnar det ytterst sällan och det enda vatten många ökenväxter får kommer från den dimma som kondenserar från Stilla havet och som ibland sveper in över land.

## Bergstoppar
Detta är en lista över några av de högsta topparna, mätt över havet, i bergskedjan Anderna.

### Argentina
- Aconcagua, 6 962 meter (Amerikanska kontinenternas högsta bergstopp)
- Ojos del Salado, 6 893 meter
- Pissis, 6 795 meter
- Mercedario, 6 770 meter

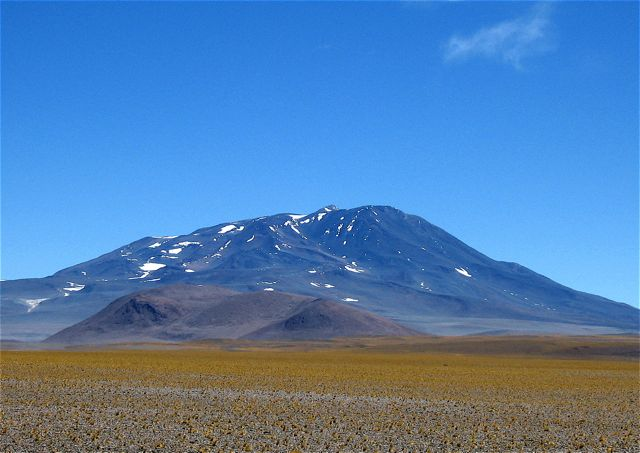
Cerro Bonete, 6 759 meter
- Galán, 5 912 meter

- Cerro Bonete

### Bolivia
- Illampu, 6 550 meter
- Sajama, 6 542 meter
- Illimani, 6 462 meter
- Janq'u Uma, 6 427 meter

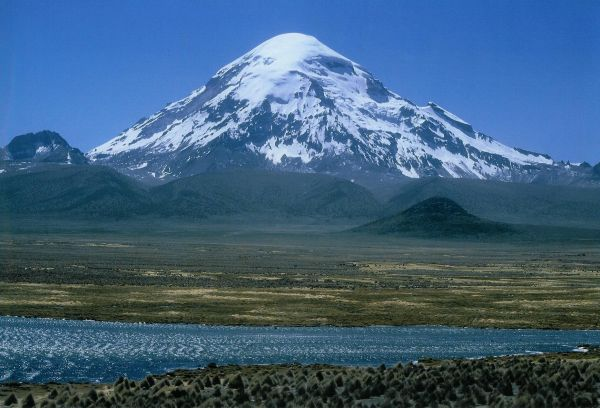
Sajama
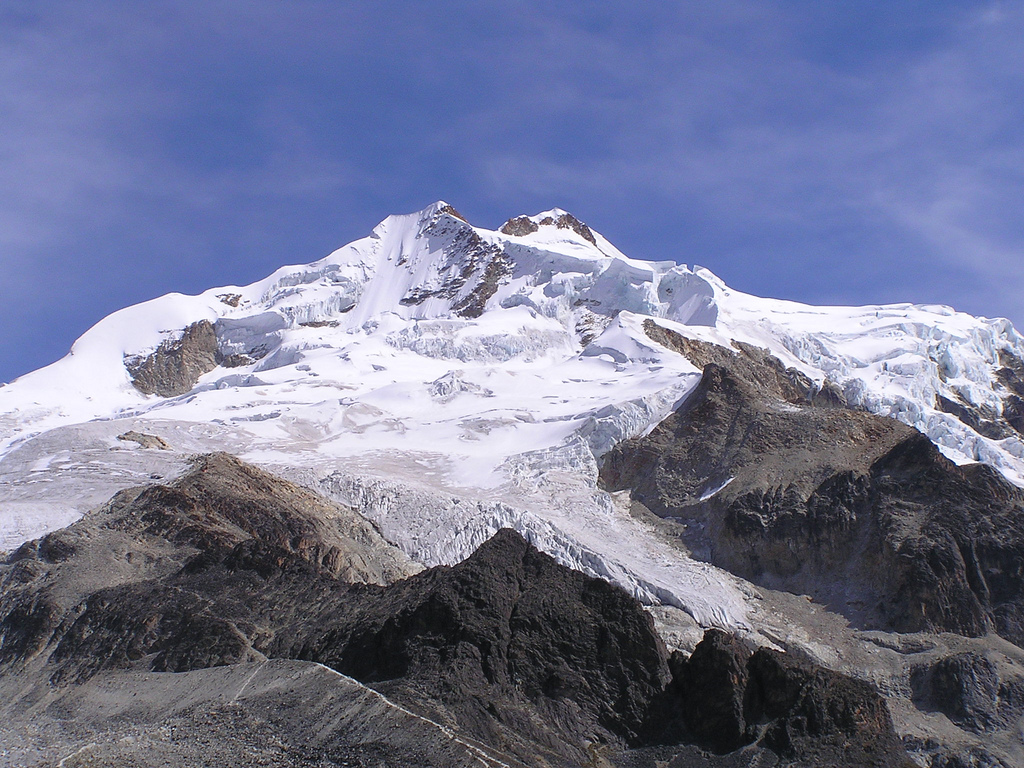
Huayna Potosí, 6 088 meter
- Cabaray, 5 860 meter
- Nevado Anallajsi, 5 750 meter
- Macizo de Larancagua, 5 520 meter
- Tata Sabaya, 5 430 meter
- Chacaltaya 5 421 meter
- Macizo de Pacuni, 5 400 meter
- Patilla Pata, 5 300 meter

- Sajama
- Huayna Potosí

### Chile
- Ojos del Salado 6 893 meter
- Polleras, 5 993 meter
- Monte San Valentin, 4 058 meter
- Cerro Paine Grande, cirka 2 750 meter
- Cerro Macá, cirka 2 300 meter
- Monte Darwin, cirka 2 500 meter
- Volcan Hudson, cirka 1 900 meter
- Cerro Castillo Dynevor, cirka 1 100 meter

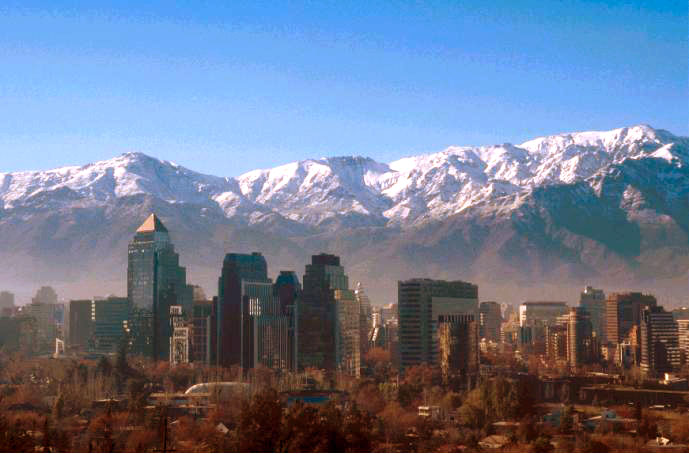
Santiago med Anderna i bakgrunden
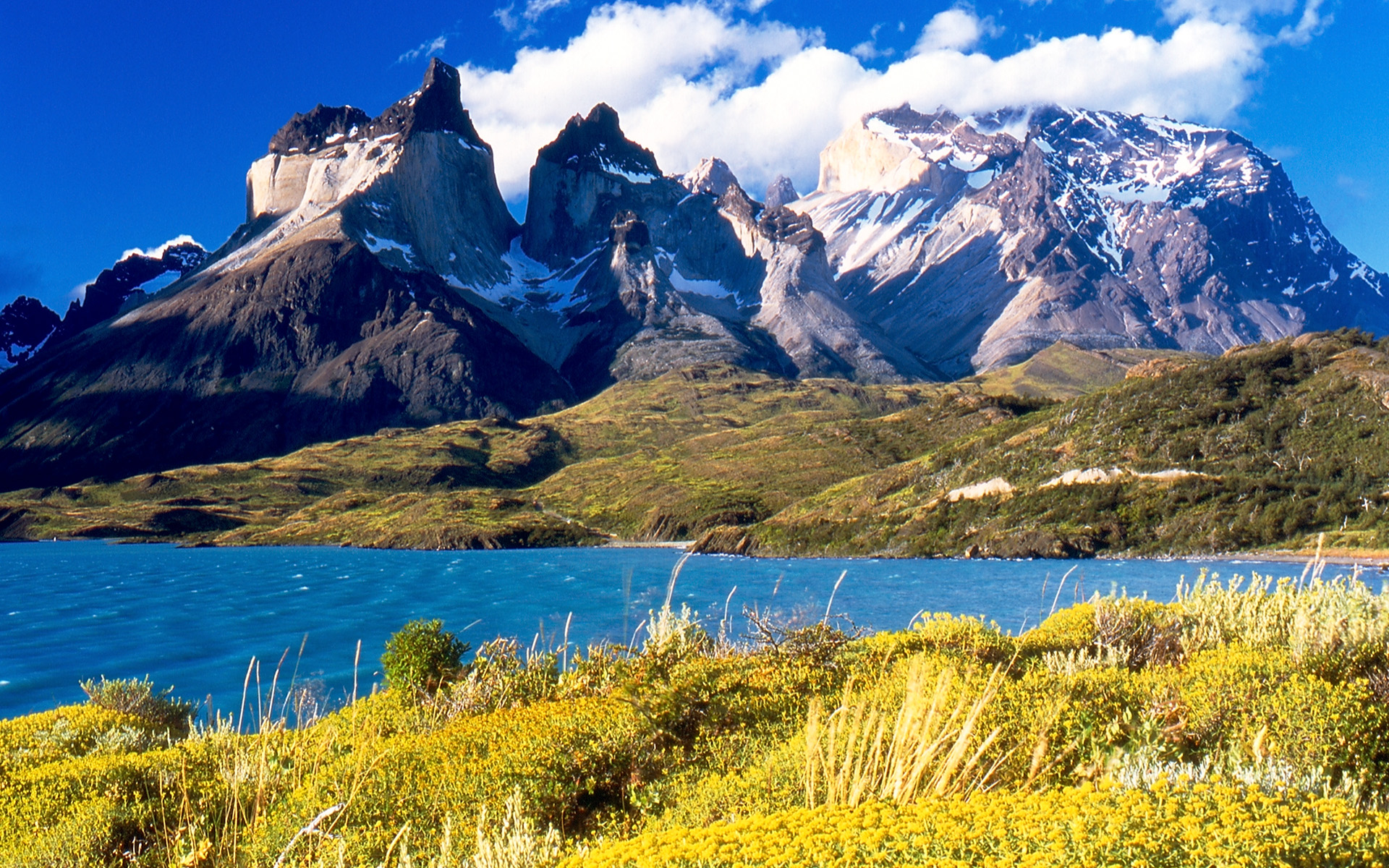
Cuernos del Paine

### Colombia
- Pico Cristóbal Colón 5 775 meter
- Ritacuba Blanco, 5 410 meter
- Nevado del Ruiz, 5 389 meter
- Nevado del Huila, 5 365 meter
- Nevado del Quindío, 5 215 meter
- Galeras, 4 276 meter

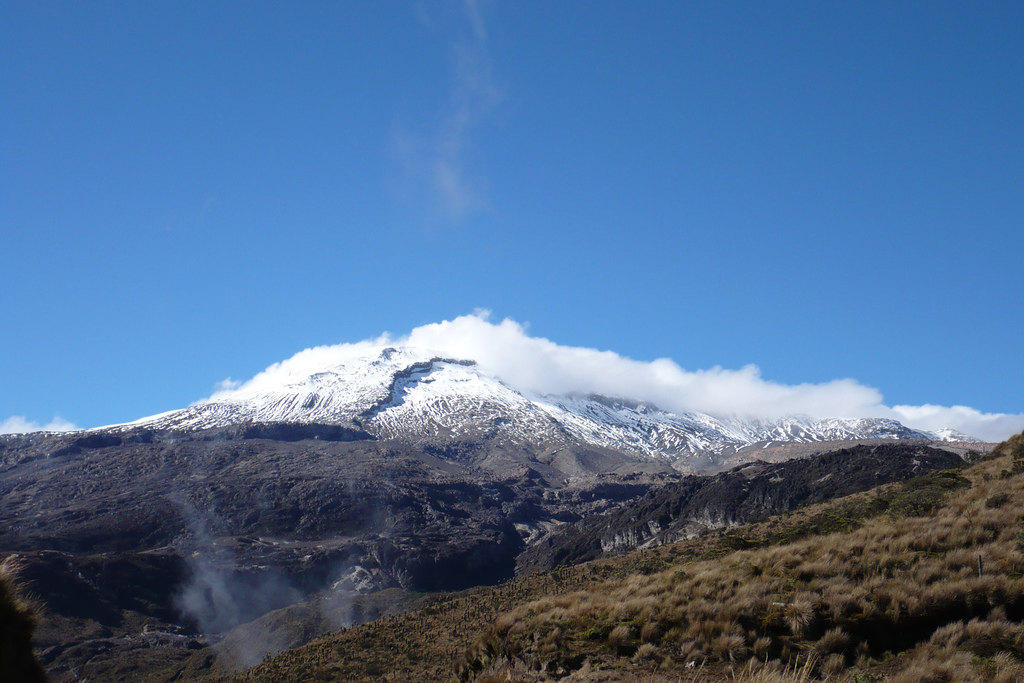
Nevado del Ruiz
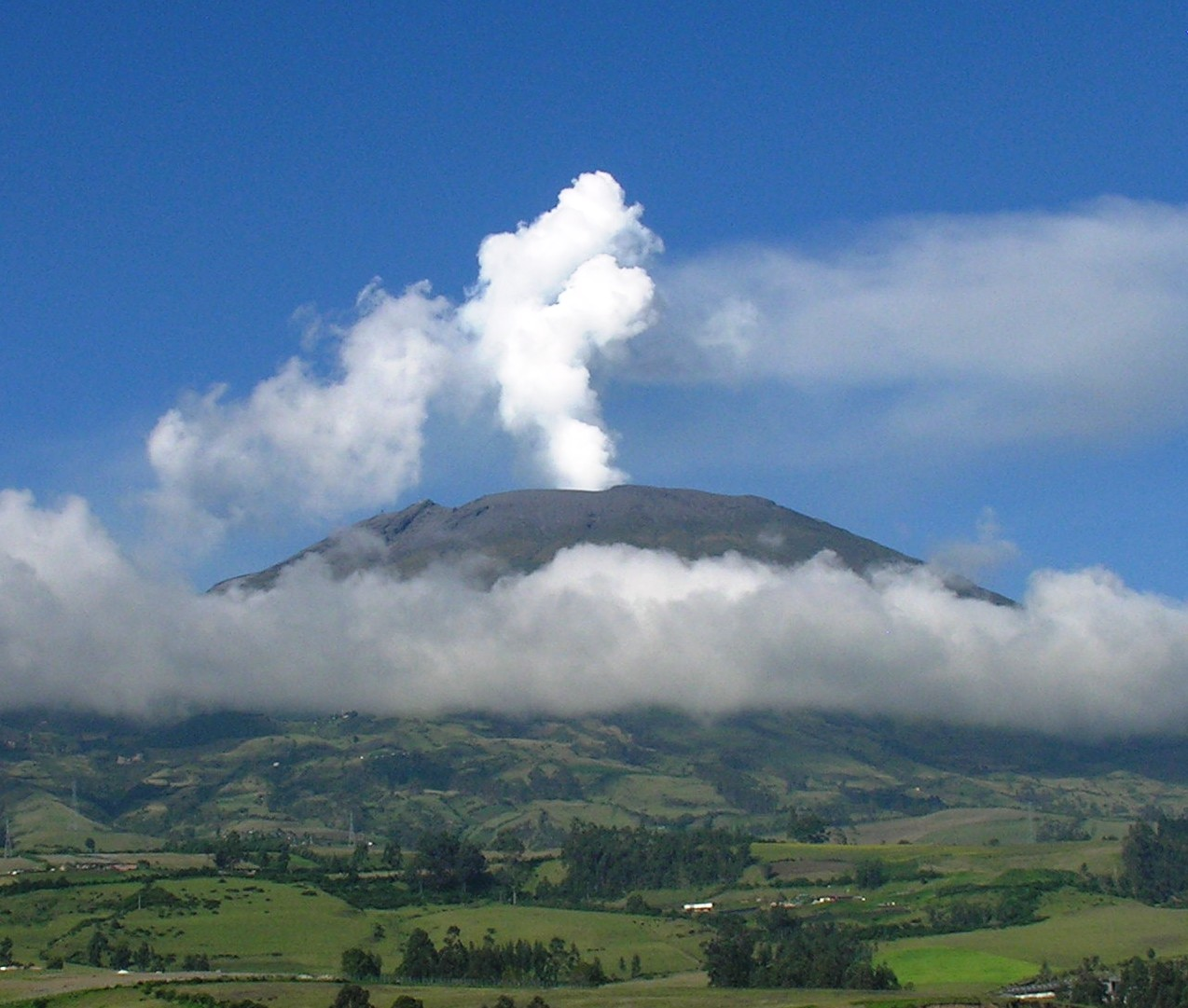
Galeras

### Ecuador

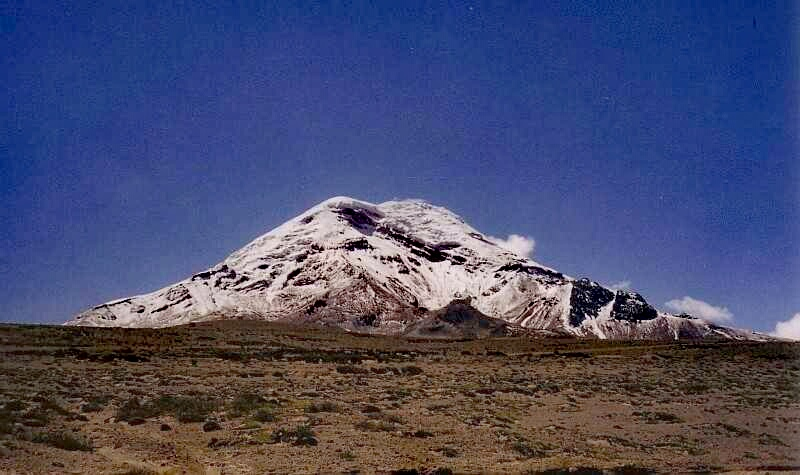
Chimborazo
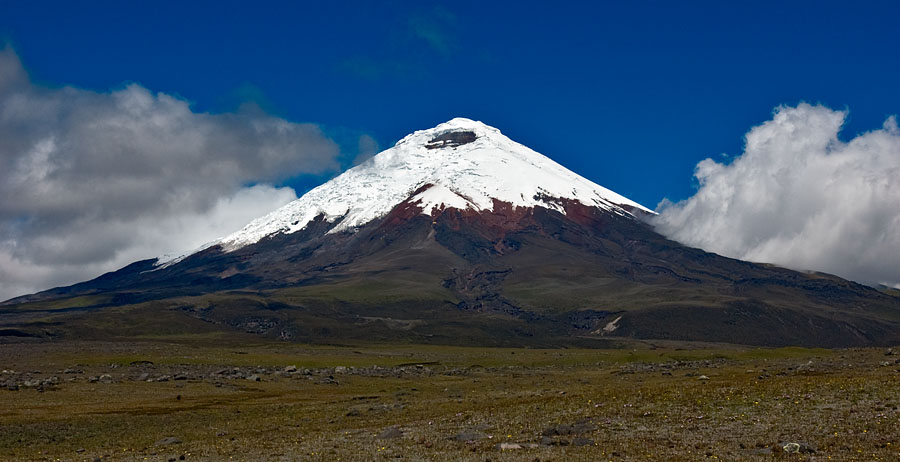
Cotopaxi

- Chimborazo, 6 267 meter
- Cotopaxi, 5 897 meter
- Cayambe, 5 790 meter
- Corazón, 4 790 meter
- Antisana, 5 753 meter
- El Altar, 5 320 meter
- Illiniza, 5 248 meter
- Sangay, 5 230 meter
- Titicacha, 5 035 meter
- Tungurahua, 5 023 meter
- Pichincha, 4 784 meter
- Reventador, 3 562 meter

- Chimborazo
- Cotopaxi

### Peru
Huvudkategori: Bergskedjor i Peru
- Huascarán, 6 768 meter
- Yerupajá, 6 635 meter
- Siula Grande, 6 344 meter
- Sarapo, 6 127 meter
- Jirishanca, 6 094 meter
- Yerupaja Chico, 6 089 meter
- Rasac, 6 040 meter
- Artesonraju, 6 025 meter
- Pumasillo, 5 991 meter
- Carnicero, 5 960 meter
- Alpamayo, 5 947 meter
- Rondoy, 5 870 meter
- Seria Norte, 5 860 meter
- El Toro, 5 830 meter
- El Misti, 5 822 meter
- Nevado de Huaytapallana, 5 557 meter

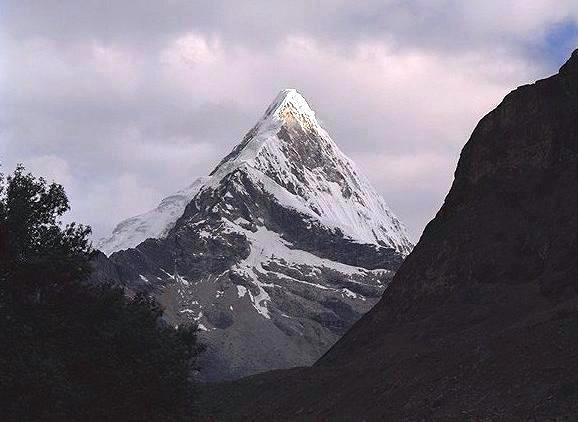
Artesonraju
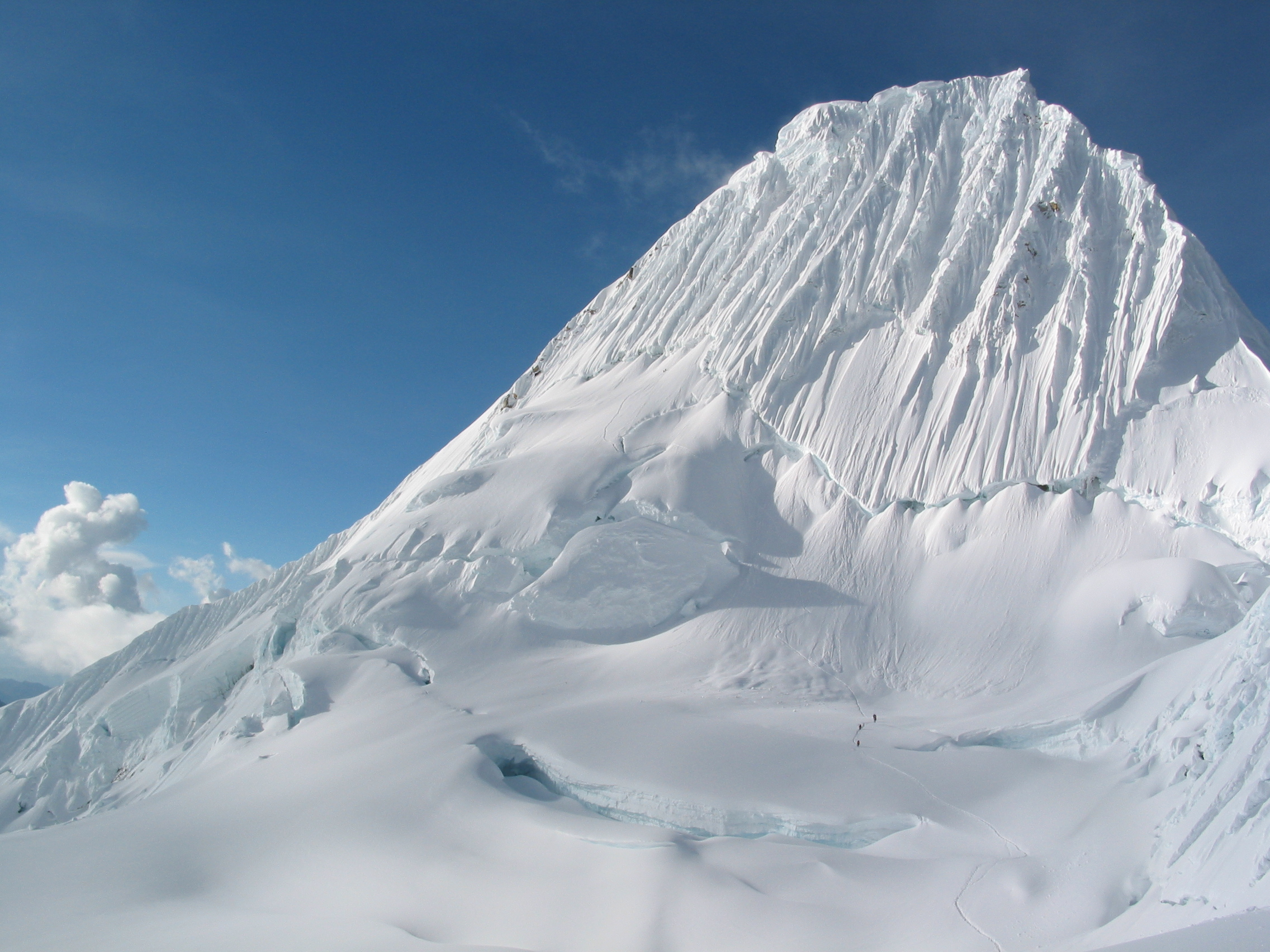
Alpamayo
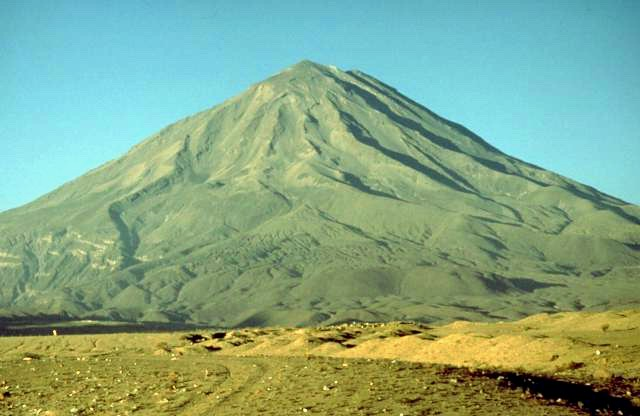
El Misti

### Venezuela
- Pico Bolívar, 4 981 meter
- Pico Humboldt, 4 940 meter
- Pico Bonpland, 4 880 meter
- Pico La Concha, 4 870 meter
- Pico Piedras Blancas, 4 740 meter

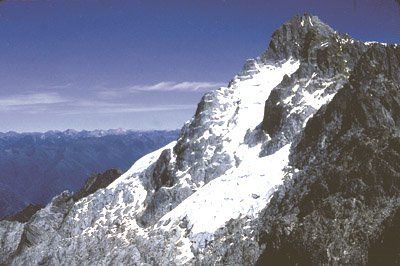
Pico Bolívar
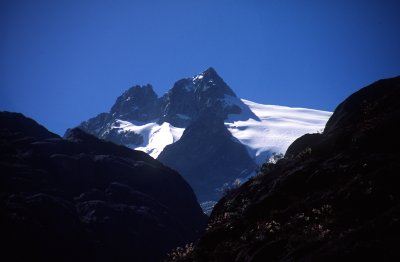
Pico Humboldt

### Gränsen Argentina/Chile
- Ojos del Salado, 6 893 meter
- Nevado Tres Cruces, 6 749 meter
- Llullaillaco, 6 739 meter
- Cerro de Incahuasi, 6 620 meter
- Tupungato, 6 570 meter
- Nacimiento, 6 492 meter
- Sierra Nevada de Lagunas Bravas, 6 127 meter

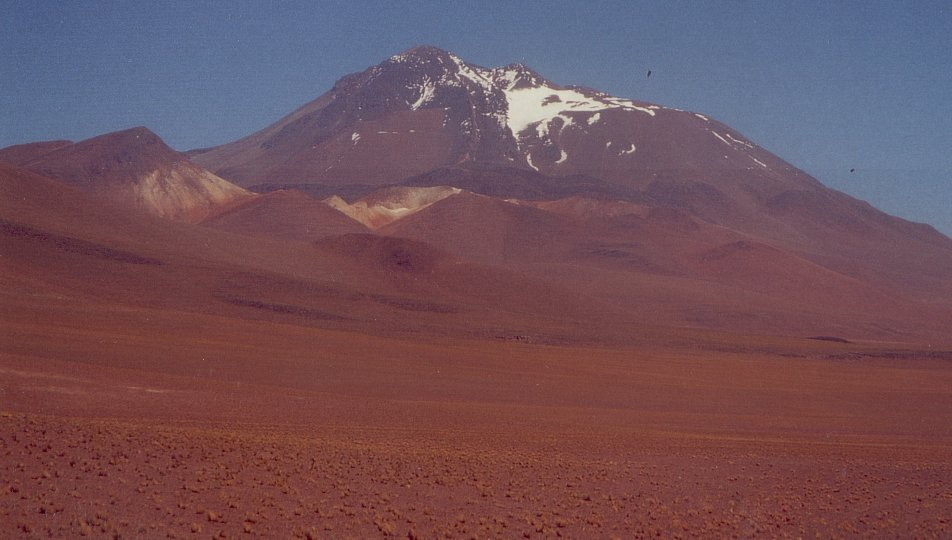
Llullaillaco
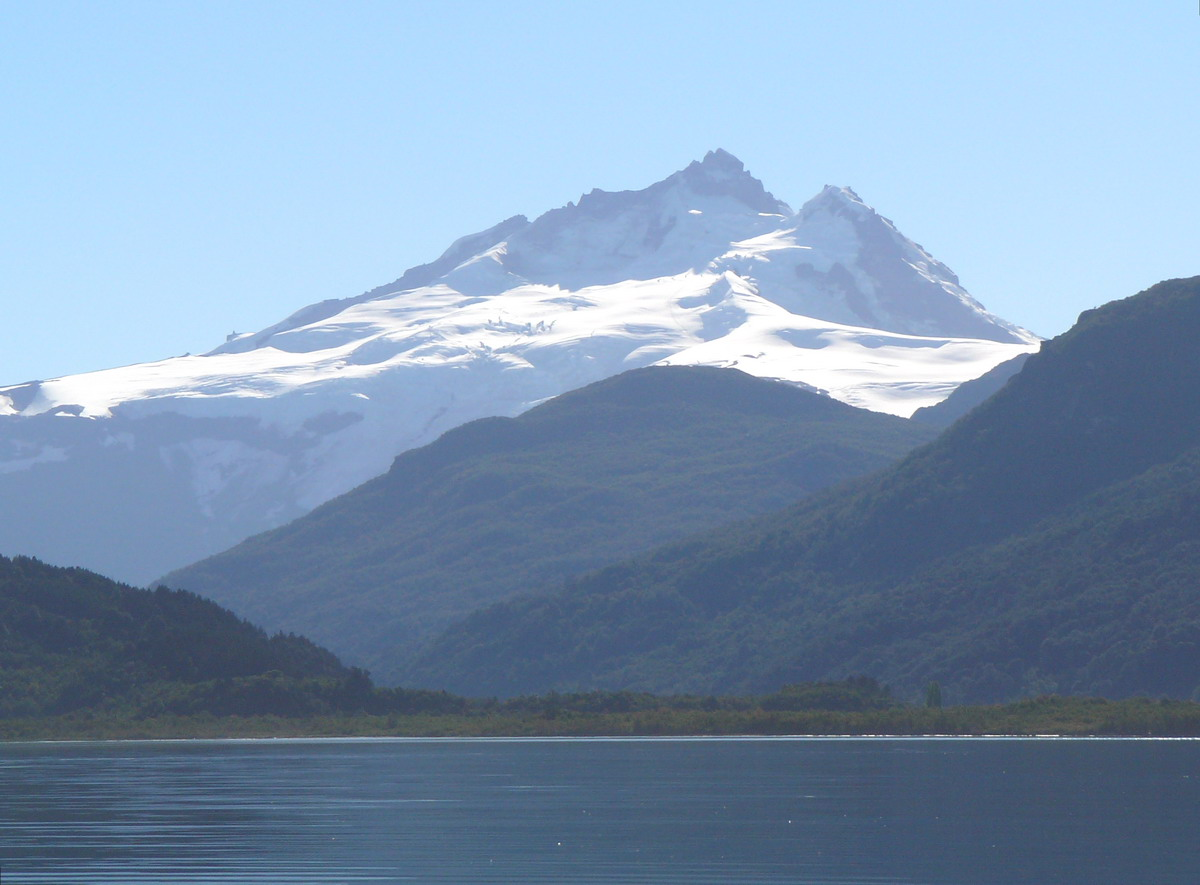
Tronador

- Cerro Marmolejo, 6 110 meter
- Socompa, 6 051 meter
- Falso Azufre, 5 890 meter
- Lastarria, 5 697 meter
- Cordón del Azufre, 5 463 meter
- Cerro Escorial, 5 447 meter
- Olca, 5 407 meter
- Cerro Bayo, 5 401 meter
- Maipo, 5 264 meter
- Tronador, 3 491 meter
- Fitz Roy, 3 375 meter

- Llullaillaco
- Tronador

### Gränsen Bolivia/Chile
- Parinacota, 6 348 meter
- Pomerape, 6 282 meter
- Licancabur, 5 920 meter
- Paruma, 5 420 meter
- Olca, 5 407 meter
- Cerro Minchincha, 5 305 meter
- Irruputuncu, 5 163 meter

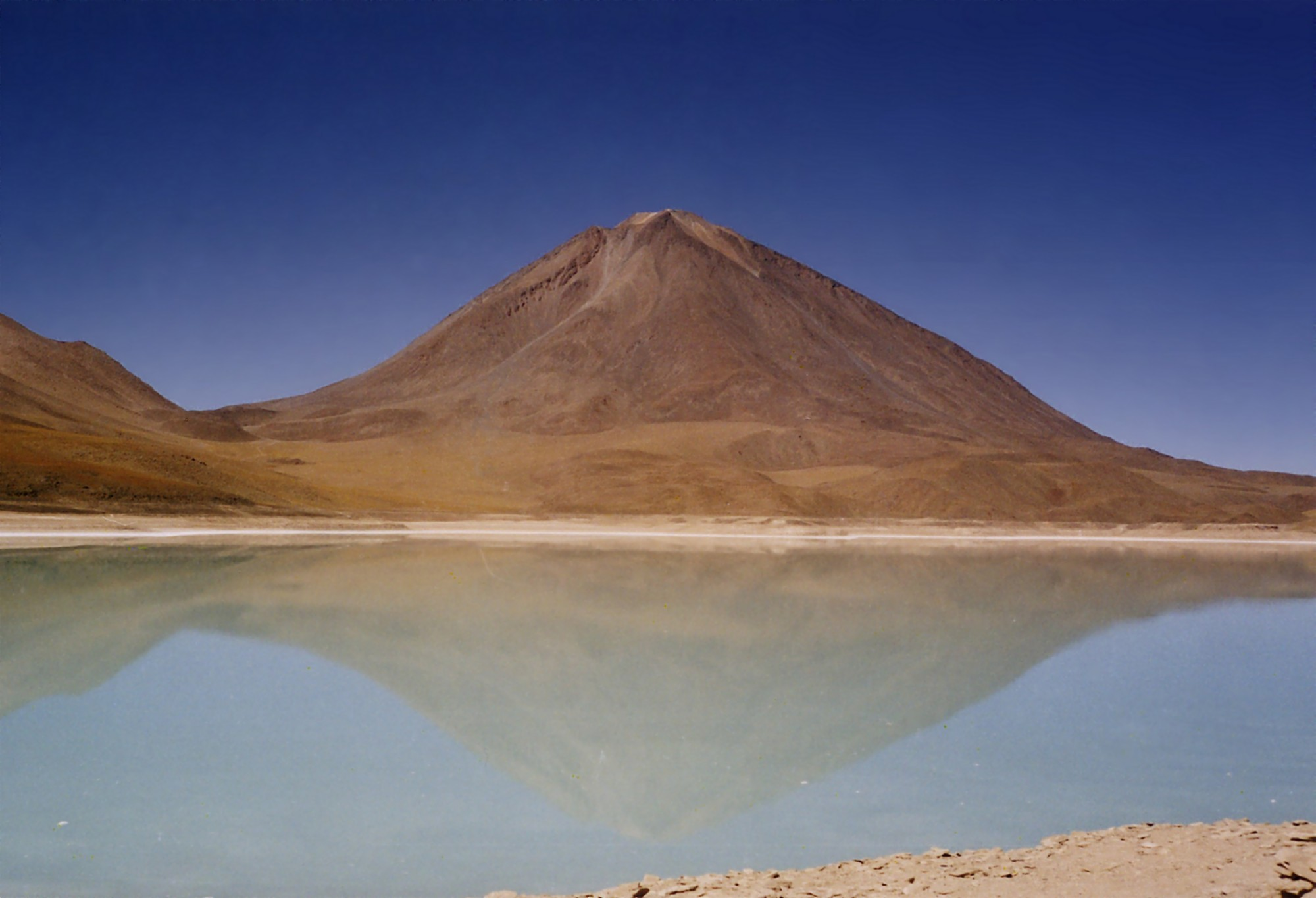
Licancabur
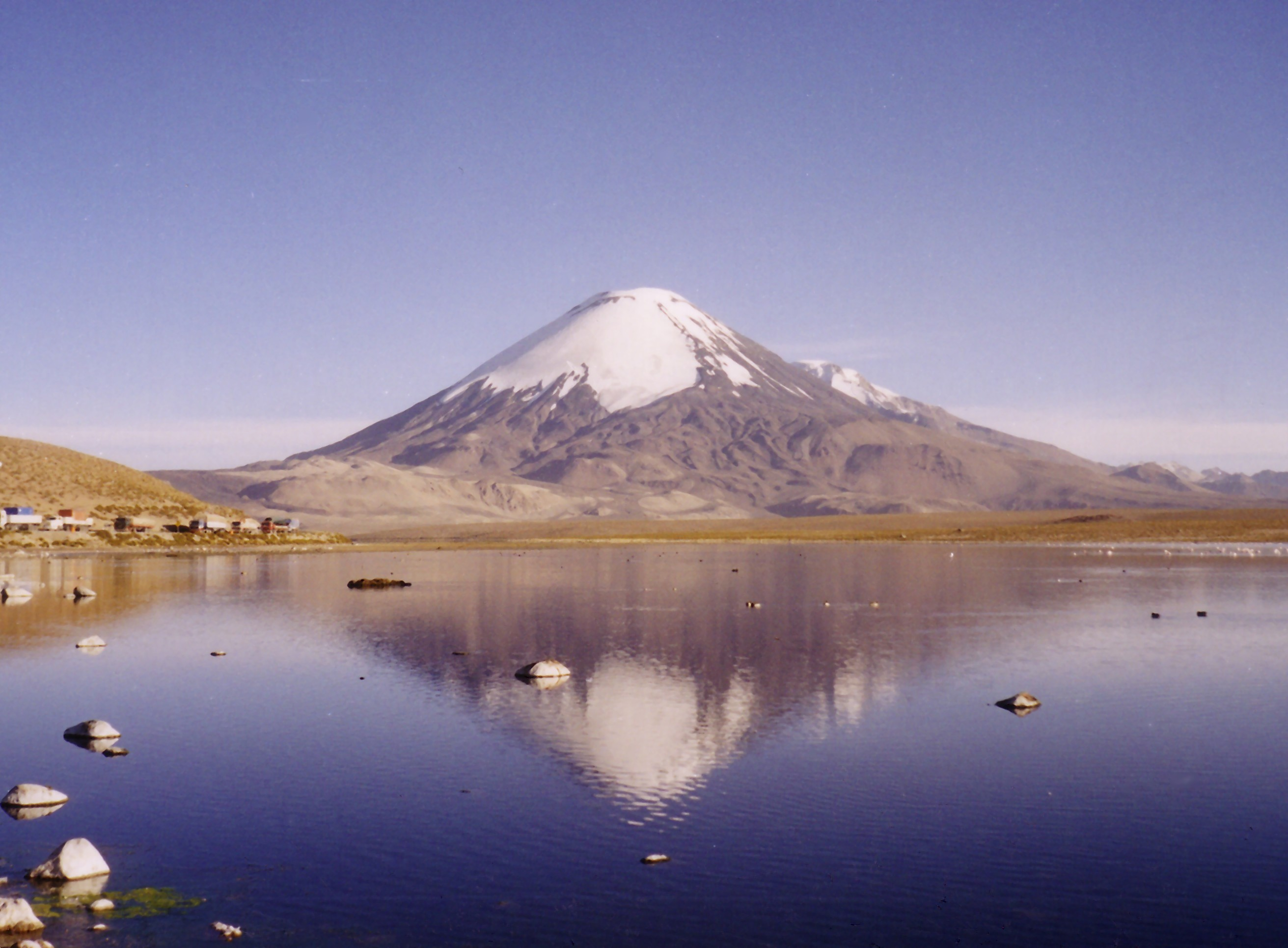
Parinacota (Pomerape syns lite bakom Parinacota)